# Дыховичный, Юрий Абрамович
Юрий Абрамович Дыховичный (19 апреля 1926, Москва — 2007) — советский и российский архитектор, конструктор, инженер-строитель, теоретик строительного проектирования, заведующий кафедрой архитектурных конструкций Московского архитектурного института.
Лауреат Ленинской (1984), Государственной (1981) и Сталинской премии третьей степени (1951). Заслуженный строитель РСФСР (1976), лауреат премии Совета Министров СССР (1971), почётный член Международной академии архитектуры (1992), кандидат архитектуры (1953).

## Биография
Родился 19 апреля 1926 года в Москве в семье инженера-конструктора, профессора Абрама Ионовича Дыховичного (1882—1963). В 1947 году окончил Московский инженерно-строительный институт имени Куйбышева.
В 1953 году защитил диссертацию на соискание учёной степени кандидата архитектуры. С 1958 года занимал должность главного конструктора управления Моспроект-1.
Принимал активное участие в работе научных советов и секций в Госстрое СССР, Союзе архитекторов СССР, Госгражданстрое, Стройиздате. Входил в состав редколлегий журналов. Пропагандист общества «Знание».
Жил в Москве в доме 6/8 по Валовой улице, в проектировании которого принимал участие.
Умер в 2007 году. Прах в колумбарии Новодевичьего кладбища.

## Работы
- Высотный дом на Котельнической набережной (1951, Сталинская премия)[2]
- Бассейн «Москва»[2]
- Дворец культуры Горьковского автозавода[2]
- Гостиница «Россия»[2]
- Кинотеатр «Россия» (1962)[2]
- Конкурсный проект Дворца Советов[2]
- Конкурсный проект Всемирной выставки в Москве[2]
- Проект павильона строительной выставки[2]
- Проект прекрытия стадиона «Динамо»[2]
- Жилой дом на проспекте Мира[2]
- Жилой дом на Пролетарском проспекте[2]
- Жилой дом на Валовой улице, 6/8[2]
- Жилой дом на улице Земляной Вал[2]
- Многоэтажный жилой дом с широким шагом несущих панелей на Ленинградском проспекте[2]
- 17- и 25-этажные крупнопанельные дома на Ленинском проспекте[2]
- 17- и 25-этажные крупнопанельные дома на проспекте Мира[2]
- 16-этажный дом на Беговой улице[2]
- 25-этажный дом с монолитным ядром жёсткости в Сетуньском проезде[2]
- Спорткомплекс Института физкультуры в Измайлове[2]
- Торговый центр на Комсомольской площади[2]
- Здание цирка на проспекте Вернадского[2]
- Басманный рынок[2]
- Дом Советов РСФСР на Краснопресненской набережной[2]
- МИСИ им. Куйбышева на Ярославском шоссе[2]
- Кинотеатр «Первомайский» (премия Совета Министров СССР)[2]

## Награды и премии
- заслуженный строитель РСФСР (1976)
- Ленинская премия (1984)
- Сталинская премия третьей степени (1951) — за разработку и осуществление строительства каркаса высотного здания на Котельнической набережной
- Государственная премия СССР (1980) — за архитектуру южной части района Тропарёво в Москве
- премия Совета Министров СССР (1971)
- Орден Трудового Красного Знамени (11.08.1966)[6]
- Орден Дружбы народов (1980) — за достигнутые успехи в проектировании, строительстве и реконструкции олимпийских объектов в гор. Москве[7]
- Четыре медали ВДНХ[2]
- Почётный член Международной академии архитектуры (1992).
- Почётный член Российской академии архитектуры и строительных наук[8].

## Семья
- Жена — театровед Екатерина Григорьевна Дыховичная (1925—2013), редактор «Театра у микрофона».
  - Дочь — Мария Юрьевна Дыховичная-Торриери (род. 1958), кандидат экономических наук, итальяно-российский предприниматель.
- Старший брат — драматург и поэт Владимир Абрамович Дыховичный. Племянник — режиссёр Иван Владимирович Дыховичный.
- Сестра — архитектор и инженер-конструктор Нина Абрамовна Дыховичная (1913—2006), преподаватель Московского архитектурного института, главный специалист ЦНИИЭП жилища, автор проекта инженерной конструкции гостиницы «Украина» в Москве, заслуженный строитель РСФСР. Внучатые племянники — радиоведущие «Эха Москвы» Алексей Алексеевич Венедиктов и Алексей Валерьевич Дыховичный (внуки Н. А. Дыховичной).